# مسجد باتومي
مسجد باتومي (بالجورجية: ბათუმის მეჩეთი) هو مسجد في باتومي، أجاريا، جورجيا، وهو موطن لمجتمع مسلم كبير. تم التكليف ببناء المسجد في عام 1886 من قبل عائلة أصلان بيغ وهو شخصية مسلمة من نبلاء جورجيا. تم طلاء جدران المسجد بواسطة إخوة اللاز.